# Вронув (Нижньосілезьке воєводство)
Вронув (пол. Wronów) — село в Польщі, у гміні Нехлюв Ґуровського повіту Нижньосілезького воєводства.
Населення — 238 осіб (2011).
У 1975-1998 роках село належало до Лешненського воєводства.

## Демографія
Демографічна структура станом на 31 березня 2011 року:
|          | Загалом | Допрацездатний вік | Працездатний вік | Постпрацездатний вік |
| -------- | ------- | ------------------ | ---------------- | -------------------- |
| Чоловіки | 118     | 22                 | 82               | 14                   |
| Жінки    | 120     | 18                 | 78               | 24                   |
| Разом    | 238     | 40                 | 160              | 38                   |